# Kapverdische Fußballnationalmannschaft der Frauen
Die kapverdische Frauenfußballnationalmannschaft ist eine Auswahlmannschaft der Federação Caboverdiana de Futebol, die das Land Kap Verde auf internationaler Ebene bei Frauen-Länderspielen vertritt. Die Mannschaft nahm bislang nur an der Westafrikameisterschaft und an der Qualifikation zum Afrika-Cup teil, jedoch nicht am Afrika-Cup selbst oder an Weltmeisterschaften. Derzeitige Trainerin ist Silvéria Nédio.

## Geschichte
Das erste Spiel der Mannschaft war ein Testspiel gegen Guinea-Bissau am 16. November 2018. Dies wurde mit 0:1 verloren. Bei der Westafrikameisterschaft 2020 erzielte Kap Verde einen Sieg gegen Guinea, ein Unentschieden gegen Sierra Leone und verlor gegen Senegal. Damit gelang das Erreichen des Halbfinals, das gegen Mali verloren wurde. Im Spiel um Platz drei unterlag die Mannschaft gegen Liberia. Bei der Westafrikameisterschaft 2023 wurde nach zwei Siegen gegen Mauretanien und Guinea-Bissau erneut das Halbfinale erreicht. Dort konnte sich das Team gegen Gambia durchsetzen, verlor dann allerdings im Finale gegen Senegal. Bei der Qualifikation zum Afrika-Cup 2025 erreichte Kap Verde nach zwei Siegen gegen Liberia die zweite Qualifikationsrunde, schied dort allerdings nach zwei Niederlagen gegen Nigeria aus.

## Turniere

### Weltmeisterschaft
- 1991 bis 2023 – nicht teilgenommen

### Afrika-Cup
- 1991 bis 2022 – nicht teilgenommen
- 2025 – nicht qualifiziert

### Westafrikameisterschaft
- 2020 – Vierter Platz
- 2023 – Zweiter Platz